# Castello di Gibralfaro
Il Castello di Gibralfaro o alcázar di Gibralfaro è una fortificazione araba della città spagnola di Malaga.
Prende il nome dall'omonimo monte in cui si trova che a sua volta prende il nome dal fenicio: Jbel-Faro: monte del faro.
Fu una delle fortezze più inespugnabili della penisola iberica.